# Elecciones estatales de Nuevo León de 2015
Las Elecciones estatales de Nuevo León de 2015 se llevaron a cabo el domingo 7 de junio de 2015, y en ellas se renovaron los titulares de los siguientes cargos de elección popular del estado mexicano de Nuevo León:
- Gobernador de Nuevo León: Titular del Poder Ejecutivo del estado, electo para un periodo de seis años no reelegibles en ningún caso. El candidato electo fue Jaime Rodríguez Calderón.
- 42 Diputados Estatales: Se eligieron 42 diputados estatales, 26 por medio de votación directa y los otros 16 elegidos bajo un sistema de representación proporcional.
- 51 Ayuntamientos. Formados por un Presidente Municipal y regidores que conforman el cabildo municipal, electos para un periodo de tres años, no reelegibles de manera consecutiva.

## Precandidaturas y Elecciones Internas

### Gobernador

#### Partido Acción Nacional (PAN)
El 22 de diciembre de 2014 el PAN publicó la convocatoria para la elección de su candidato a la gubernatura; el 24 de diciembre la presidenta municipal de Monterrey, Margarita Arellanes, solicitó y obtuvo licencia indefinida al cargo para buscar dicha candidatura.
El registro de aspirantes inició el 26 de diciembre, siendo el primero en registrarse Felipe de Jesús Cantú Rodríguez, seguido de Margarita Arellanes, ambos el mismo día; y el 30 de diciembre Fernando Margáin Berlanga.
El 3 de enero de 2015 se confirmó la aceptación del registro de Felipe de Jesús Cantú y de Margarita Arellanes; así como el rechazado del de Fernando Margáin por no haber cumplido con los requisitos señalados en la convocatoria.
El 15 de febrero de 2015, se llevaron a cabo las elecciones internas del PAN en Nuevo León, para elegir el candidato a la gubernatura de Nuevo León. Felipe de Jesús Cantú ganó las elecciones internas del PAN. Los Resultados fueron los siguientes:
| Elegido               | Elegido | Precandidato                                                        | Votos  |
| --------------------- | ------- | ------------------------------------------------------------------- | ------ |
| Hecho                 |         | Felipe de Jesús Cantú Rodríguez Ex alcalde de Monterrey 2000 - 2003 | 9 100  |
| No                    |         | Margarita Arellanes Cervantes Alcaldesa de Monterrey 2012 - 2015    | 7 200  |
| Total                 | Total   | Total                                                               | 16 300 |
| Fuente: El Horizonte. |         |                                                                     |        |

#### "Alianza por tu Seguridad": PRI, Partido Verde, Nuevo Alianza y Partido Demócrata
El PRI registró el 11 de diciembre de 2014 la coalición electoral Alianza por tu Seguridad junto al Partido Verde Ecologista de México, Nueva Alianza y Partido Demócrata. Los 4 partidos participarían por el cargo de gobernador y 13 municipios del estado, con excepción de las diputaciones locales y 38 municipios donde cada partido postulará a su candidato.
El 12 de enero el presidente nacional del PRI, César Camacho Quiroz, dio a conocer que la candidata a la gubernatura sería la senadora Ivonne Álvarez, tras una reunión con otras aspirantes como Marcela Guerra, Cristina Díaz Salazar, Héctor Gutiérrez de la Garza, Pedro Pablo Treviño Villarreal e Ildefonso Guajardo Villarreal.

#### Cruzada Ciudadana
Aunque originalmente el Partido Cruzada Ciudadana pertenecía a la coalición Alianza por tu Seguridad, el dirigente local del partido, Luis Farías, decidió darse de baja debido a que la alianza no respetaba los principios del partido político. El 12 de marzo de 2015, Luis Farías, presentó su registro como candidato a la gubernatura ante la Comisión Estatal Electoral.

#### "Paz y Bienestar": PRD y Partido del Trabajo
El 10 de enero de 2015 el Partido de la Revolución Democrática y el Partido del Trabajo registraron la coalición Paz y Bienestar la cual presentó a cuatro aspirantes a la gubernatura: Sandra Guadalupe Guerra Garza y Humberto González Sesma del PRD; y Karla García Marqueda y Sergio Arellano Balderas, del PT. Cada partido tendrá su elección interna para dar a conocer a su candidato, para después realizar una encuesta para conocer cuál es el que se encuentra mejor posicionado.
Al no lograrse una alianza, el 8 de marzo de 2015 el PRD registró a Humberto González Sesma cono candidato a la gubernatura del estado. Por otro lado, el PT decidió registrar el 13 de marzo a Asael Sepúlveda como candidato.

#### Partido Humanista
El 16 de enero, el exalcalde de Guadalupe y de Monterrey, Jesús María Elizondo González (exmilitante del PAN), se registró como precandidato a la gubernatura por el Partido Humanista. El 22 de febrero de 2015 se registró como candidato oficial a la gubernatura por su partido.

#### Movimiento Ciudadano
El 21 de enero, el exmilitante del PAN y excandidato a gobernador por el mismo partido en las Elecciones estatales de Nuevo León de 2009, Fernando Elizondo Barragán, anunció aceptar la invitación de contender por la gubernatura de Nuevo León bajo las siglas de Movimiento Ciudadano. El 1 de marzo se registró ante la Comisión Estatal Electoral del estado como candidato a gobernador.

#### Movimiento Regeneración Nacional
El 22 de enero, Rogelio González Ramírez presidente del Comité Ejecutivo Estatal Nuevo León del partido Morena se registró como precandidato a la gubernatura del estado, sin embargo; al ser el único registrado en la fecha límite que puso el partido, pasó a ser el candidato de Morena para la gubernatura de Nuevo León.

#### Partido Encuentro Social (PES)
El Partido Encuentro Social decidió registrar a Raul Guajardo Cantú como su primer candidato a la gubernatura en Nuevo León.

#### Bronco Independiente (Candidatura Independiente)
El 3 de diciembre de 2014, Jaime Heliódoro Rodríguez Calderón, también conocido como El Bronco, expresidente municipal de García, se registró como aspirante a candidato independiente por la gubernatura de Nuevo Léon y el 29 de diciembre podría empezar a recolectar las 103 mil firmas que la ley pide, un 3% de la lista nominal del estado. Para la segunda semana de enero de 2015, Rodríguez Calderón habría anunció haber obtenido ya 150 mil firmas y también anunciar que buscaría obtener más.
En febrero de 2015, Rodríguez Calderón entregó 394 mil 182 firmas para su registro a la gubernatura, siendo válidas 334, 480, logrando triplicar el mínimo que la ley pedía y el 2 de marzo de 2015 se haría oficial su registro como candidato a la gubernatura del estado y el primer independiente en postularse para ese cargo.

## Resultados

### Alcaldías de la Zona Metropolitana

#### Ayuntamiento de Monterrey
|  | 26.46 % |

|  | 34.44 % |

|  | 1.01 % |

|  | 20.23 % |

|  | 7.78 % |

|  | 1.59 % |

|  | 2.65 % |

|  | 3.38 % |

|  | 2.42 % |

#### Ayuntamiento de Guadalupe
|  | 37.85 % |

|  | 39.16 % |

|  | 1.01 % |

|  | 1.60 % |

|  | 7.88 % |

|  | 1.88 % |

|  | 1.76 % |

|  | 6.87 % |

|  | 1.95 % |

#### Ayuntamiento de Apodaca
|  | 29.88 % |

|  | 34.36 % |

|  | 1.57 % |

|  | 1.90 % |

|  | 4.31 % |

|  | 9.45 % |

|  | 2.93 % |

|  | 1.78 % |

|  | 1.87 % |

|  | 10.12 % |

|  | 1.79 % |

#### Ayuntamiento de San Nicolás de los Garza
|  | 52.63 % |

|  | 17.39 % |

|  | 1.50 % |

|  | 1.72 % |

|  | 3.79 % |

|  | 10.63 % |

|  | 2.31 % |

|  | 0.25 % |

|  | 2.16 % |

|  | 2.26 % |

|  | 3.28 % |

|  | 2.03 % |

#### Ayuntamiento de San Pedro Garza García
|  | 51.32 % |

|  | 15.58 % |

|  | 0.43 % |

|  | 0.40 % |

#### Ayuntamiento de General Escobedo
|  | 19.69 % |

|  | 41.81 % |

|  | 1.67 % |

|  | 2.38 % |

|  | 4.15 % |

|  | 5.94 % |

|  | 2.09 % |

|  | 20.09 % |

|  | 2.14 % |

## Diputaciones locales
| Partido/Coalición | Partido/Coalición                    | Mayoría relativa | Representación Proporcional | Total Porcentaje |
| ----------------- | ------------------------------------ | ---------------- | --------------------------- | ---------------- |
|                   | Partido Acción Nacional              | 14               | 3                           | 17               |
|                   | Partido Revolucionario Institucional | 10               | 6                           | 16               |
|                   | Movimiento Ciudadano                 | 0                | 2                           | 2                |
|                   | Independientes                       | 0                | 3                           | 3                |
|                   | Partido Verde Ecologista de México   | 0                | 2                           | 2                |
|                   | Nueva Alianza                        | 0                | 1                           | 1                |
|                   | Partido del Trabajo                  | 0                | 1                           | 1                |
|                   | Partido de la Revolución Democrática | 0                | 0                           | 0                |
|                   | Partido Demócrata                    | 0                | 0                           | 0                |
|                   | Partido Cruzada Ciudadana            | 1                | 0                           | 0                |
|                   | Movimiento de Regeneración Nacional  | 0                | 0                           | 0                |
|                   | Partido Humanista                    | 0                | 0                           | 0                |
|                   | Partido Encuentro Social             | 0                | 0                           | 0                |

## Encuestas para la Gubernatura
| Fecha                                                                                               | Encuestadora                     | Cantú | Álvarez | Rodríguez | O/N/NS |
| --------------------------------------------------------------------------------------------------- | -------------------------------- | ----- | ------- | --------- | ------ |
| Fecha                                                                                               | Encuestadora                     |       |         |           | O/N/NS |
| febrero/2015                                                                                        | SPD Noticias                     | 11%   | 41%     | 27%       | 21%    |
| febrero/2015                                                                                        | El Horizonte / Azteca Noreste    | 18%   | 28%     | 8%        | 46%    |
| febrero/2015                                                                                        | Hora Cero                        | 22.6% | 31.5%   | 28.5%     | 17.4%  |
| febrero/2015                                                                                        | El Norte                         | 28%   | 39%     | 28%       | 5%     |
| marzo/2015                                                                                          | El Horizonte / Azteca Noreste    | 19%   | 30%     | 11%       | 40%    |
| marzo/2015                                                                                          | Hora Cero                        | 22.3% | 32.8%   | 29%       | 15.9%  |
| marzo/2015                                                                                          | El Norte                         | 26%   | 34%     | 15%       | 25%    |
| marzo/2015                                                                                          | El Financiero - Parametría       | 22%   | 40%     | 27%       | 11%    |
| marzo/2015                                                                                          | El Universal                     | 24.3% | 48.1%   | 22.5      | 5.1%   |
| abril/2015                                                                                          | El Horizonte / Azteca Noreste    | 21%   | 33%     | 17%       | 29%    |
| abril/2015                                                                                          | Hora Cero                        | 19.9% | 30.1%   | 36.4%     | 13.6%  |
| mayo/2015                                                                                           | El Horizonte / Azteca Noreste    | 24%   | 34%     | 22%       | 20%    |
| mayo/2015                                                                                           | El Norte                         | 22%   | 27%     | 29%       | 22%    |
| mayo/2015                                                                                           | Arcop                            | 35%   | 35%     | 15%       | 15%    |
| mayo/2015                                                                                           | GEA-ISA                          | 33%   | 38%     | 15        | 14%    |
| mayo/2015                                                                                           | El Universal                     | 23.5% | 40.3%   | 32.1%     | 4.1%   |
| mayo/2015                                                                                           | El Horizonte / Tv Azteca Noreste | 19%   | 32%     | 32%       | 17%    |
| Fernando Elizondo Barragán declinó su candidatura a favor de Jaime Rodríguez Calderón el 21 de mayo |                                  |       |         |           |        |
| mayo/2015                                                                                           | ABC/AGA                          | 18%   | 30%     | 28        | 24%    |
| mayo/2015                                                                                           | Covarrubias y Asociados          | 24%   | 31%     | 21%       | 24%    |
| mayo/2015                                                                                           | El Norte                         | 20%   | 26%     | 31%       | 23%    |
| mayo/2015                                                                                           | ISA                              | 29%   | 38%     | 20%       | 13%    |
| mayo/2015                                                                                           | Mitofsky                         | 24%   | 29%     | 21%       | 26%    |
| mayo/2015                                                                                           | Saba                             | 21%   | 17%     | 35%       | 27%    |
| junio/2015                                                                                          | El Norte                         | 24%   | 29%     | 42%       | 5%     |
| junio/2015                                                                                          | El Universal                     | 20.8% | 36.9%   | 39.7%     | 1.6%   |
| junio/2015                                                                                          | Covarrubias y Asociados          | 18.7% | 31.1%   | 26.6%     | 23.6%  |
| junio/2015                                                                                          | De la Riva                       | 27%   | 36%     | 23%       | 14%    |
| junio/2015                                                                                          | Comunicación Política            | 31%   | 32%     | 24%       | 13%    |
| junio/2015                                                                                          | El Norte                         | 22%   | 33%     | 45%       | —      |
| junio/2015                                                                                          | El Horizonte                     | 23%   | 33%     | 39%       | 5%     |
| junio/2015                                                                                          | Parametría                       | 24%   | 33%     | 37%       | 6%     |